# Pierwszy rząd Willy’ego Brandta
Pierwszy rząd Willy’ego Brandta – od 22 października 1969 do 15 grudnia 1972.
| Funkcja                                                                   | Imię i nazwisko                                                                                     | Partia          |
| ------------------------------------------------------------------------- | --------------------------------------------------------------------------------------------------- | --------------- |
| Bundeskanzler – Kanclerz Federalny                                        | Willy Brandt                                                                                        | SPD             |
| Stellvertreter des Bundeskanzlers – Wicekanclerz Federalny                | Walter Scheel                                                                                       | FDP             |
| Minister spraw zagranicznych                                              | Walter Scheel                                                                                       | FDP             |
| Minister spraw wewnętrznych                                               | Hans-Dietrich Genscher                                                                              | FDP             |
| Minister sprawiedliwości                                                  | Gerhard Jahn                                                                                        | SPD             |
| Minister finansów                                                         | Alexander Möller (do 13 maja 1971) Karl Schiller (do 7 lipca 1972) Helmut Schmidt (od 7 lipca 1972) | SPD             |
| Minister gospodarki i technologii                                         | Karl Schiller (do 7 lipca 1972) Helmut Schmidt (od 7 lipca 1972)                                    | SPD             |
| Minister rolnictwa, polityki żywnościowej i ochrony konsumentów           | Josef Ertl                                                                                          | FDP             |
| Minister do spraw wewnątrzniemieckich                                     | Egon Franke                                                                                         | SPD             |
| Minister pracy i polityki społecznej                                      | Walter Arendt                                                                                       | SPD             |
| Minister obrony                                                           | Helmut Schmidt (do 7 lipca 1972) Georg Leber (od 7 lipca 1972)                                      | SPD             |
| Minister ds. rodziny, starszych obywateli, kobiet i młodzieży             | Käte Strobel                                                                                        | SPD             |
| Minister transportu i budownictwa                                         | Georg Leber (do 7 lipca 1972) Lauritz Lauritzen (od 7 lipca 1972)                                   | SPD             |
| Minister poczty i telekomunikacji                                         | Georg Leber (do 7 lipca 1972) Lauritz Lauritzen (od 7 lipca 1972)                                   | SPD             |
| Minister ds. zagospodarowania przestrzennego, budownictwa i rozwoju miast | Lauritz Lauritzen                                                                                   | SPD             |
| Minister edukacji i nauki                                                 | Hans Leussink (do 15 marca 1972) Klaus von Dohnanyi (od 15 marca 1972)                              | bezpartyjny SPD |
| Minister ds. współpracy gospodarczej i rozwoju                            | Erhard Eppler                                                                                       | SPD             |
| Minister do zadań specjalnych – szef Kancelarii                           | Egon Bahr                                                                                           | SPD             |